# Громадський інспектор
Громадський інспектор у сфері житлово-комунального господарства — особа, яка виконує роботу на безоплатній основі.
Громадськими інспекторами можуть бути громадяни України, що мають вищу освіту та/або досвід роботи у сфері житлово-комунального господарства, а також бажання проводити роз'яснювальну та профілактичну роботу на громадських засадах щодо попередження порушень вимог законодавства, стандартів, нормативів, норм, порядків і правил у сфері житлово-комунального господарства.
Діяльність громадських інспекторів організовує та координує Держжитлокомунінспекція або її територіальний орган.